# Snow Drop
Snow Drop, 스노우 드롭, är en manhwa författad av Choi Kyung-ah (최경아) som ursprungligen publicerades mellan åren 1999 och 2003. Snow Drop består av 12 volymer där samtliga är översatta till svenska och är utgivna av förlaget Megamanga mellan åren 2005 och 2007. Översättningen är gjord av Helen Larsson och läsriktningen är vänster till höger.

## Handling
So-Na har dragit sig undan omvärlden efter en traumatisk upplevelse. Men efter flera år av hemmastudier känner hon sig redo att möta världen igen och börja gymnasiet. I klassrummet hamnar hon bredvid den snygge men mystiske Hae-Gi. Han är fattig och hon är rik, men de två har ett mörkt förflutet som förenar dem.
Hae-Gis mamma ligger på sjukhus och för att få pengar till en operation tar han jobb som nakenmodell. So-Na och Hae-Gi älskar varandra men deras kärlek är förbjuden av So-Nas pappa, som är Koreas utrikesminister. Sakta men säkert rullar sanningen fram om det som har hänt tidigare och Hae-Gi och So-Na måste kämpa för sin kärlek.

## Karaktärer
Yu So-Na
So-Na är en 17-årig tjej som efter en traumatisk upplevelse slutat skolan och stängt in sig i den döda mammans växthus. Men sedan bestämmer hon sig för att börja skolan igen (efter hot från sin pappa) med sin bästa vän Ha-Da. Där får hon sitta bredvid den snygge Hae-Gi, som Ha-Da snabbt väljer ut som sin rival. So-Na och Hae-Gi blir inte heller vänner eftersom de verkar vara så olika som två människor kan vara. Men efter ett tag märker de hur lika de är och inleder ett förhållande. Hur kommer det sig egentligen att de båda två har fått namn ur boken "Snow Drop", som So-Nas mamma skrivit?
So-Nas favoritblomma är snödroppen därför att den står för "hopp och tröst". Hennes namn är en förkortning för So-Na-Moo och betyder "Tall" och står för vintern. So-Na har många peruker och gillar att klä ut sig.
Oh Hae-Gi
Hae-Gi är den mystiska killen som So-Na får sitta jämte i skolan. Han är lite av en enstöring, en ensamvarg som inte har vänner och ingen flickvän. Han är skolans bästa elev och bra på allt. Han jobbar som modell, men när pengarna inte räcker till mammans operation börjar han att jobba som nakenmodell åt Charles, som tar usla bilder men är så rik att det egentligen inte spelar någon roll. Efter en fest där So-Na och hennes livvakt hjälper honom hem, efter att han blivit full, berättar han för So-Na om sin döda bror, Gae-Ri, och hans önskan "om att nå upp till himlen". Efter det känner So-Na att de kanske är lika i alla fall. Sedan deras mamma blev sjuk tar Hae-Gi hand om sin lillebror, Ko-Mo. Hans namn är en förkortning för Hae-Ba-Ra-Gi. Det betyder "Solros" (vilket han skäms över lite) och står för sommaren.
Jang Ha-Da
Ha-Da är So-Nas bästa vän och den enda som känner till hela historien om varför hon slutade skolan när hon var 13. Hans familj har alltid levt i skuggan av So-Nas, men trots det är de vänner. Ha-Da är en riktig tjejtjusare och ser sig själv som en tjejmagnet, vilket han också är. Han äger massor med motorcyklar som han jämt kör omkring med. Han gillar inte Hae-Gi, mest för att han är så popular och bra på allting. Han blir kär i Hae-Gis lillebror, Ko-Mo, som han tror är en tjej (vilket är fullt förståeligt p.g.a. hans utseende när de träffas). Efter det försöker han få tag i Ko-Mo på alla möjliga sätt. Han är inte speciellt trevlig alla gånger och kan ibland vara riktigt elak, inte minst mot Hae-Gi.
Oh Ko-Mo
Ko-Mo är Hae-Gis lillebror som alltid råkar i trubbel. Han är besatt i sin brors död och är villig att göra vad som helst för att komma på sanningen om vad som hände när han dog. Det är därför han låtsas vara en tjej, och "dejtar" Ha-Da så att han kan få fram information om det. Han är väldigt lik en tjej, mest p.g.a. att han har jättelångt hår. Han tränar kendo och är väldigt våldsam och brutal, inte helt olik Ha-Da. Hans namn är en förkortning för Kosmos och betyder "Rosenskära". Det står för hösten.
Kwon Hwi-Rim
Hwi-Rim kommer från en rik familj och är So-Nas fästman. Han gör inget bra första intryck och So-Na hatar honom. Hon brukar bland annat kalla honom för "Pervo" och "Missfoster". Han samarbetar med Sun-Mi, även om han tycker att hon är en idiot. Han är väldigt smart, och otroligt artig när någon vuxen är i närheten. Men när han och So-Na är ensamma (eller med andra ungdomar) visar han "sitt rätta jag" som So-Na säger. Hon säger gång på gång att hon aldrig kommer gifta sig med honom. Hwi-Rim säger samma sak, att han inte heller vill gifta sig med So-Na och han bara gör det för att hans farfar säger det. Han är väldigt mörk och snygg och bär glasögon ibland, främst när han är med sin farfar och So-Nas pappa. Han presenteras i bok nr 4.
Jin Sun-Mi
Hon är So-Nas rival och har varit det sedan högstadiet. Hon är väldigt korkad, men också vacker och inte minst elak. Sun-Mi försöker hela tiden förstöra So-Nas och Hae-Gis förhållande. Sun-Mi och Hae-Gi träffades på en fest som hennes kusin, Charles, höll för att han ville veta mer om Hae-Gi. Hon blev genast intresserad av honom, kanske mest för att han är snygg men senare mest för att han och So-Na är ihop. Hon byter sedan skola till samma som So-Na, Hae-Gi och Ha-Da går på, bara för att kunna trakassera So-Na ännu mer. Hennes namn, Jin Sun-Mi, betyder 1:a, 2:a och 3:e. Hon presenteras i bok nr 2.
Charles
Han är 22 år och Sun-Mis kusin. Han är bara korean till hälften. Han är rik och anställer Hae-Gi som nakenmodell. Han anordnar en fest för att få reda mer om Hae-Gi, dit han bjuder bland andra Ha-Da och So-Na. Det är där som (efter en tävling) So-Na och Hae-Gi förstår att de faktiskt gillar varandra, men också där Sun-Mi träffar Hae-Gi. Han hjälper senare Hwi-Rim och Sun-Mi med att sabotera för So-Na och Hae-Gi. Han presenteras i bok nr 2.